# Les Avellanes
Les Avellanes és una vila i capital administrativa del municipi de les Avellanes i Santa Linya, a la Noguera.
Està situada a una altitud de 570 m, a la part central de les serres marginals dels prepirineus, zona compresa entre la serra del Montsec i els plans de l'Urgell, a la depressió central, zona també coneguda com els Aspres del Montsec o de Balaguer. Les seves cases s'estenen, amb fort pendent cap a llevant, a la vora i sota de la carretera C-12 (eix de l'Ebre) que l'uneix amb Balaguer (17,5 km) i amb Àger (14,8 km). Es comunica també amb Vilanova de la Sal per mitjà d'una carretera local de 4,6 km i amb Santa Linya per la carretera LV-9042 de 4,8 km, pobles que formen part del mateix municipi.
Les Avellanes comptava, a principis del segle xx, amb 464 habitants que es van anar reduint fins a 171 a principis del 2000. Els últims anys la xifra s'ha mantingut i fins i tot s'ha recuperat, amb petites fluctuacions, fins als 182 del 2019.
L'any 1970 es va fusionar a l'antic municipi de Santa Linya.

## Llocs d'interès

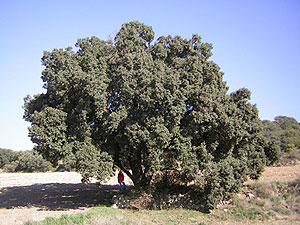
Alzina dels Pous

- Al centre de la població, a la capçalera de la plaça Major, s'aixeca la petita església de Sant Roc, de línies senzilles, amb una portada adovellada i arc de mig punt, lluint un escut a la dovella central amb data 1746.
- A la part baixa de la vila, prop de l'edifici de l'Ajuntament, es troba l'església parroquial de Santa Maria, romànica, amb absis semicircular, molt alt. Damunt la façana sud, molt a prop de l'absis, hi ha un campanar d'espadanya de factura moderna i a la façana de ponent la porta d'entrada coronada per un ull de bou, també moderns.
- L'Alzina dels Pous, arbre monumental catalogat (MA-23.037.33),[5] es pot veure a 1,8 km en línia recta a ponent de les Avellanes, al peu de la Serra de Carlà, enmig de camps de conreus.